# Hesher (album)
Hesher – debiutancki minialbum rockowego zespołu kanadyjskiego Nickelback. Został on wydany w formie promocyjnej w lutym 1996 roku. Ukazał się na rynku niezależnie. Zarejestrowany został w styczniu 1996 roku, w Crosstown Studios w Vancouver pod okiem producenta Jeffa Boyda. Dziś album powszechnie uważany jest jako rzadki okaz. Najczęściej jest do nabycia na aukcjach internetowych, typu eBay, gdzie osiąga dużą cenę.

## Informacje o albumie
Do zarejestrowania materiału doszło w ponad rok od założenia grupy, która początkowo występowała jako cover band. Następnie członkowie grupy w 1995 roku rozeszli się by na początku 1996 roku zejść się ponownie. Wokalista grupy Chad Kroeger napisał 10 piosenek, oraz pożyczył od swego ojczyma 1500 dolarów. Namówił swego przyjaciela Ryana Peake'a oraz kuzyna Brandona Kroegera do nagrania ich w studiu w Vancouver.
Materiał został nagrany w styczniu 1996 roku w studiu Crosstown w Vancouver. Nagrania odbyły się pod okiem producenta Jeffa Boyda, który pracował jako inżynier dźwięku w studiu. Zajął się on także masteringiem oraz miksem minialbumu. Nazwa „Hesher”, wzięła się od przyjaciela zespołu, który często używał słów „Hey sure”.
Początkowo grupa nagrywała materiał pod nazwą Brick. Kiedy prace nad albumem zostały ukończone, basista grupy Mike Kroeger zasugerował nazwę Nickelback. Krążek został wydany niezależnie w lutym 1996 roku przez sam zespół. Hesher ukazał się jedynie w Kanadzie, szczególnie w Albercie, skąd pochodziła grupa. Na rynku demo ukazało się w kilkunastotysięcznym nakładzie. Kiedy jego sprzedaż przekroczyła liczbę 10,000, zdecydowano o wstrzymaniu produkcji, na rzecz nagrania albumu długogrającego. Mimo to dzięki temu grupie udało się zaistnieć w lokalnych kanadyjskich rozgłośniach radiowych. Utwory „Where?”, „Window Shopper”, „Fly” oraz „Left” znalazły się także na wydanym w tym samym roku debiutanckim albumie muzycznym Curb. Lokalne radio kanadyjskie CFOX-FM jako jedno z pierwszych zaczęło grać utwór „Fly” z tej płyty.
Materiał zawarty na albumie cechuje się dużą różnorodnością, poprzez delikatne rockowe utwory („Fly”, „In Front of Me”, „Truck”, „DC”), poprzez cięższe utrzymane w stylistyce metalu alternatywnego utwory („Where?”, „Window Shopper”, „Left”). Teksty do utworów napisał wokalista grupy Chad Kroeger, muzykę skomponował wspólnie cały zespół przy współpracy producenta.

## Opinie o albumie
Wokalista grupy Chad Kroeger w wywiadach często wyrażał niechęć do albumu. W jednym z nich stwierdził: „Nie mieliśmy żadnych oczekiwań i żadnego doświadczenia i żadnego pomysłu by tolerować te piosenki.” W wywiadzie dla magazynu JAM! stwierdził iż album był „po prostu straszny”.

## Lista utworów
| Nr. |  | Tytuł            | Tekst        | Muzyka                 | Długość |
| --- |  | ---------------- | ------------ | ---------------------- | ------- |
| 1.  |  | "Where?"         | Chad Kroeger | Nickelback / Jeff Boyd | 4:25    |
| 2.  |  | "Window Shopper" | Chad Kroeger | Nickelback / Jeff Boyd | 3:42    |
| 3.  |  | "Fly"            | Chad Kroeger | Nickelback / Jeff Boyd | 2:53    |
| 4.  |  | "Truck"          | Chad Kroeger | Nickelback / Jeff Boyd | 3:51    |
| 5.  |  | "Left"           | Chad Kroeger | Nickelback / Jeff Boyd | 4:03    |
| 6.  |  | "In Front of Me" | Chad Kroeger | Nickelback / Jeff Boyd | 5:32    |
| 7.  |  | "D.C"            | Chad Kroeger | Nickelback / Jeff Boyd | 4:45    |
|     |  |                  |              |                        |         |

## Twórcy
Nickelback
- Chad Kroeger – śpiew, gitara rytmiczna
- Ryan Peake – gitara prowadząca, wokal wspierający
- Mike Kroeger – gitara basowa
- Brandon Kroeger – perkusja

Produkcja
- Nagrywany: Styczeń 1996 w "Crosstown Studios" w Vancouver
- Miks oraz mastering: Jeff Boyd w "Crosstown Studios"
- Producent muzyczny: Nickelback, Jeff Boyd
- Zdjęcia: Chris Mair
- Aranżacja: Chad Kroeger, Ryan Peake, Mike Kroeger, Brandon Kroeger, Jeff Boyd
- Teksty piosenek: Chad Kroeger
- Management: Amar Management
- Manager: Clyde Hill